# منطقة العاصمة (الإمارات)
منطقة العاصمة هي مبادرة ضمن خطة 2030، حيث ستصبح منطقة العاصمة المركز الرمزي والإداري للحكومة وللمؤسّسات التعليمية والمعلوماتية في دولة الإمارات العربية المتحدة. ستعمل منطقة العاصمة كالمقر الرسمي لحكومة دولة الإمارات العربية المتحدة، كما ستحتضن الوزارات الاتحادية وسفارات الدول الأجنبية لتأكيد التنوع الثقافي للدولة. 